# Marilyn Agliotti
Marilyn Agliotti (Boksburg, 23 juni 1979) is een Nederlands hockeyinternational. Zij speelde 109 officiële interlands voor de Nederlandse vrouwenploeg en scoorde hierin 36 doelpunten. Tevens speelde ze tot het najaar van 2000 75 interlands voor het nationale team van Zuid-Afrika.
Agliotti groeide op in Zuid-Afrika, waar zij op twaalfjarige leeftijd voor de beoefening van hockey koos. Ze reikte er uiteindelijk tot het nationale team, waarvoor zij onder meer uitkwam tijdens de Olympische Spelen van Sydney.
Een verhuizing naar Nederland volgde in 2003, waarna Agliotti in juli 2006 het Nederlands staatsburgerschap verkreeg. Bondscoach Marc Lammers bood haar een stageplek bij de Oranje-selectie aan, waarna Agliotti op 2 juni 2007 debuteerde in de interland tegen Argentinië (2-2) te Breda. Vervolgens speelde zij zich in de ploeg voor het Europees Kampioenschap te Manchester, waar zilver veroverd werd. Oorspronkelijk gevormd als middenvelder speelt zij thans als rechtsbuiten in Oranje.
In 2008 toog Agliotti voor de tweede maal naar een olympisch hockeytoernooi. In 2000 behaalde ze met Zuid-Afrika in Sydney (Aus) een laatste plaats. Nu ging Agliotti met Nederland naar Peking (Chn). De spits met rugnummer 27 scoorde daar op 10 augustus 2008 in de eerste poulewedstrijd tegen Zuid-Afrika in de 27e minuut haar eerste doelpunt. In de halve finale tegen Argentinië volgde nog één treffer. Op 22 augustus 2008 won zij met het Nederlands dameshockeyteam de gouden medaille, na de gewonnen finale tegen China.
Agliotti komt in de Nederlandse Hoofdklasse met ingang van het seizoen 2009-2010 uit voor Oranje Zwart. Voorheen speelde zij bij de Zuid-Afrikaanse clubs Fish Hoek en Gardens en in Nederland bij Rotterdam, Oranje Zwart en SCHC. Sinds 2014 speelt Agliotti bij Antwerp, waarmee ze in haar eerste seizoen de landstitel pakte.
In 2007 werd Agliotti genomineerd door Féderation Internationale de Hockey (FIH) voor Worldhockey Player of the Year. In 2012 werd Agliotti Ridder in de Orde van Oranje-Nassau.
Agliotti is getrouwd met een vrouw. Ze is van mening dat in de hockeywereld zich te passief opstelt aangaande de acceptatie van homoseksualiteit.

## Erelijst
- Verkozen tot beste speelster van het EK hockey 2007 te Manchester
- EK hockey 2007 te Manchester
- Olympische Spelen 2008 te Peking
- EK hockey 2009 te Amstelveen
- Champions Trophy 2009 te Sydney
- WK hockey 2010 te Rosario
- Olympische Spelen 2012 te Londen

Marilyn Agliotti · 
Naomi van As · 
Minke Booij · 
Wieke Dijkstra · 
Miek van Geenhuizen · 
Maartje Goderie · 
Eva de Goede · 
Ellen Hoog · 
Fatima Moreira de Melo · 
Eefke Mulder · 
Maartje Paumen · 
Sophie Polkamp · 
Lisanne de Roever · 
Janneke Schopman · 
Minke Smabers · 
Lidewij Welten ·
Coach: Marc Lammers
Marilyn Agliotti · 
Naomi van As · 
Merel de Blaey · 
Carlien Dirkse van den Heuvel · 
Margot van Geffen · 
Maartje Goderie · 
Eva de Goede · 
Ellen Hoog · 
Kelly Jonker · 
Kim Lammers · 
Caia van Maasakker · 
Kitty van Male · 
Maartje Paumen · 
Sophie Polkamp · 
Joyce Sombroek · 
Lidewij Welten ·
Coach: Max Caldas